# Рожава (річка)
Рожава, Ржавець — річка в Україні й Білорусі, у Поліському й Наровлянському районах Київської й Гомельської областей. Права притока Прип'яті, (басейн Дніпра).

## Опис
Довжина річки 23 км, похил річки 1,4 м/км, найкоротша відстань між витоком і гирлом — 13,98 км, коефіцієнт звивистості річки — 1,65, площа басейну водозбору 108 км². Формується притокою, багатьма безіменними струмками, загатами та частково каналізована.

## Розташування
Бере початок між урочищами Олинець та Великий Ліс. Тече переважно на північний схід через колишні села Денисовичі, Рожаву і на східній стороні від Надточаївки впадає у річку Прип'ять, праву притоку Дніпра.

## Притоки
- Тесь (ліва).